# 사스촌
사스촌(佐須村)은 나가사키현 시모아가타군에 설치된 촌이다. 